# Antarktika (Duitse internetserie)
Antarktika is een Duitse comedy-mysterie-webserie van de publieke omroep Funk uit 2017. De serie is volledig gemaakt in de game-engine van Minecraft en is te zien op de Funk-website en het eigen YouTube-kanaal.

## Verhaal
De jonge Dr. Myra Johnson begint haar dienst op het onderzoeksstation Antarktika III, waar ze deel uitmaakt van de 15 man sterke winterploeg (plus een aap en een stagiair). Maar zoals ze bij aankomst leert, is deze plek niet alleen erg gevaarlijk, maar ook vol mysteries. Ongelukken zijn aan de orde van de dag. Vreemde trillingen - veroorzaakt door de boringen van de onderzoekers - schudden het station en overal verschijnt groen slijm.
In eerste instantie weet niemand dat Myra de dochter is van de stationsmanager Dr. Anthony Burke, met wie ze geen goede relatie heeft. Hij verdween spoorloos toen Myra aankwam. De overwegend mannelijke bemanning lijkt er niets om te geven. In plaats daarvan probeert men de aantrekkelijke Myra het hof te maken. Myra vindt alleen een bondgenoot in veiligheidsagent Robert Right.
Maar als het radiocontact met thuis wegvalt en de enige stroombron uitvalt - beide mogelijk door sabotage - moet Robert Right zichzelf opofferen om de anderen te redden. Vanaf nu staat Myra er alleen voor: omringd door onrealistische collega's, afgesneden van de buitenwereld en midden in de ingevallen poolwinter, terwijl een gevaarlijk geheim sluimert onder het ijs.

## Productie
Antarktika is een schilderachtige Minecraft-serie, een animatiefilm die volledig in de game-engine is geproduceerd. Het kostte de heer Bergmann en zijn team ongeveer een heel jaar om de serie te produceren.
De hoofdlocatie van de actie is het gelijknamige station Antarktika III. Het was gemodelleerd naar het Duitse onderzoeksstation Neumayer III. Ook het bevoorradingsschip Northern Star heeft een echte tegenhanger met het onderzoeksschip Polarstern.

## Rolverdeling

### Hoofdrollen
| Stem                   | Rol                        |
| ---------------------- | -------------------------- |
| Anja Stadlober         | Dr. Myra Johnson           |
| Tim Bergmann           | Dr. Marbot Oakely          |
| Alexander Bohm         | Jonny Postman & Frog       |
| Frederic Fieger-Viehof | Dorian Kant                |
| Daniele Rizzo          | Dr. Sophocles Miller       |
| Kathrin Fricke         | Jill Snyder                |
| Philipp Moog           | Tristan Hennings           |
| Patrick Winczewski     | Robert Right               |
| Bernd Vollbrecht       | Dr. Anthony Burke          |
| Oliver Brod            | Louis de Tourette          |
| Fynn Kliemann          | Kapitein Södermann         |
| Maudado                | Meneer Extra Large         |
| Vertraging LP          | Leon Hill                  |
| Kedos                  | Prof. Dr. Dr. Eugene Drake |
| zelfpraat              | IT Boy                     |

De cast van acteurs omvat zowel professionele acteurs als YouTubers zoals Coldmirror, Alexibexi, Sturmwaffel, DelayLP, Maudado en Fynn Kliemann uit Kliemannsland. Tim Bergmann spreekt zelf ook een rol.

## Prijzen
- Seoul Web Festival
  - 2018: winnaar van de categorie Beste animatie[3]
- Berlin Webfest
  - 2018: Winnaar van de categorie Beste Duitse serie[4]